# Mariusz Kałużny
Mariusz Piotr Kałużny (ur. 10 sierpnia 1986 w Toruniu) – polski polityk, samorządowiec i działacz sportowy. W latach 2018–2019 dyrektor Centralnego Ośrodka Sportu, poseł na Sejm IX i X kadencji.

## Życiorys
Na Uniwersytecie Mikołaja Kopernika w Toruniu ukończył studia magisterskie w 2011 z zakresu teologii oraz w 2015 z zakresu politologii. W 2018 został także absolwentem Master of Business Administration w Wyższej Szkole Finansów i Zarządzania w Warszawie. Pracował w urzędzie miasta w Toruniu, następnie był katechetą w Zespole Szkół w Górsku.
W 2007, startując z własnego komitetu, uzyskał w wyborach uzupełniających mandat radnego miasta Chełmża. W 2010 z ramienia komitetu Inicjatywa Chełmży uzyskał reelekcję. W 2012 został działaczem Solidarnej Polski, z ramienia której w 2014 kandydował bez powodzenia do Parlamentu Europejskiego. Kilka tygodni później objął funkcję prezesa klubu piłkarskiego Legia Chełmża, którą pełnił przez półtora roku. W 2014 z ramienia komitetu Razem dla Chełmży ponownie uzyskał mandat radnego miejskiego, pełniąc go do 2018.
Jako przedstawiciel Solidarnej Polski w 2015 bez powodzenia kandydował z listy PiS do Sejmu. W 2016 objął funkcję zastępcy dyrektora, a w 2018 dyrektora Centralnego Ośrodka Sportu. Zarządzając COS, nadzorował m.in. rozbudowę i modernizację Wielkiej Krokwi w Zakopanem. W 2018 kandydował bezskutecznie do sejmiku kujawsko-pomorskiego. W 2019, startując jako reprezentant Solidarnej Polski z ósmej pozycji listy PiS w okręgu toruńskim, uzyskał mandat poselski, otrzymując 10 984 głosy. Po wyborze na posła zakończył pełnienie funkcji dyrektora COS. W grudniu tego samego roku objął stanowisko sekretarza generalnego Solidarnej Polski. W kwietniu 2022 na tej funkcji zastąpił go Mariusz Gosek; w maju 2023 jego partia przemianowała się na Suwerenną Polskę. W wyborach w 2023 z powodzeniem ubiegał się o poselską reelekcję (zdobywając 19 072 głosy). W listopadzie 2024, wkrótce po przyłączeniu się Suwerennej Polski do PiS, został prezesem Prawa i Sprawiedliwości w okręgu toruńskim.

## Życie prywatne
Od 2009 żonaty z Anną, ma trzy córki. Jest członkiem Domowego Kościoła oraz SOS dla Polskiej Rodziny Kujawsko-Pomorskie, którego był inicjatorem.